# Acidificació de l'oceà

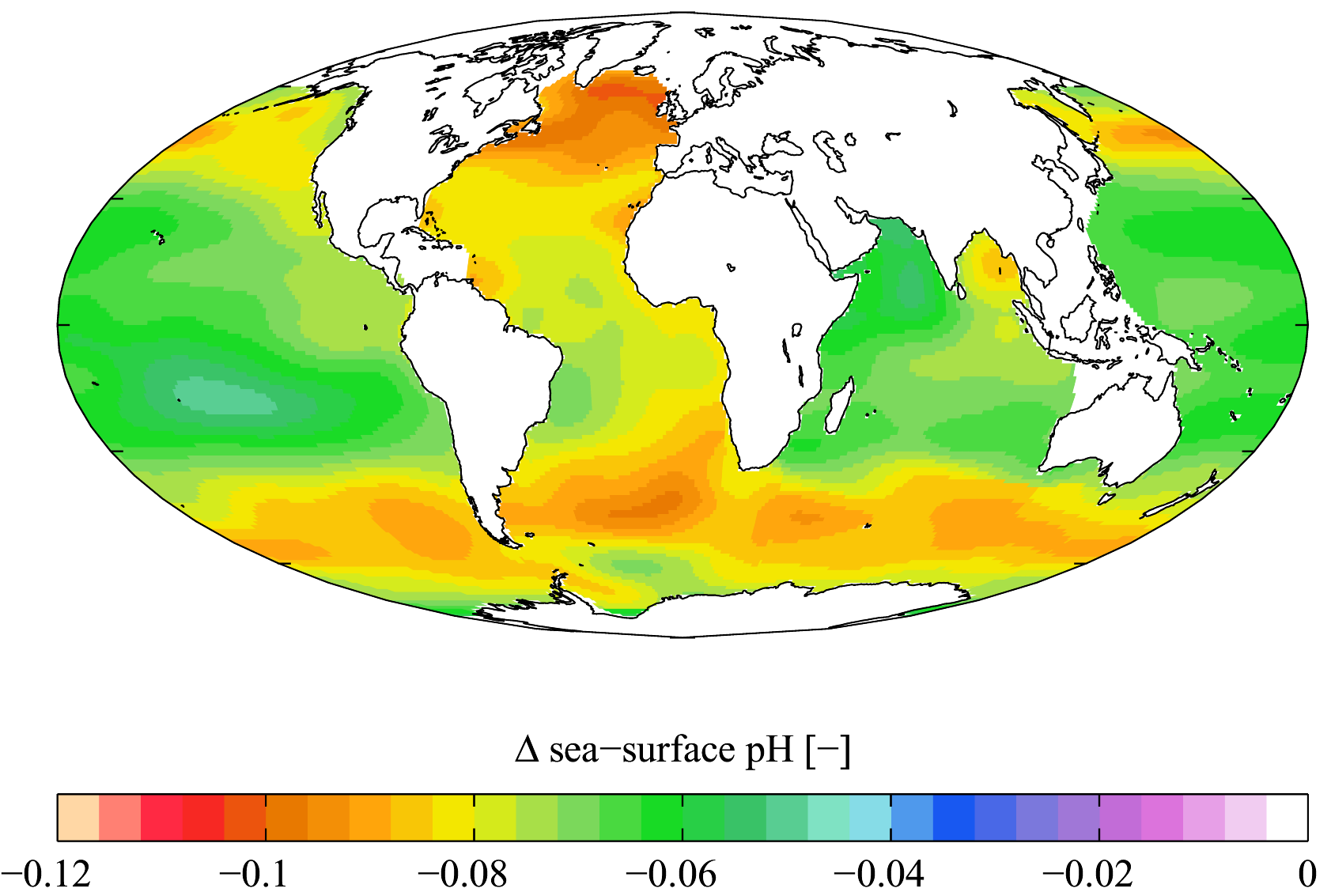
Canvi del pH en la superfície del mar causada pel CO₂ entre els anys 1700 i 1990

L'acidificació de l'oceà és el fenomen de la disminució contínua en el pH dels oceans de la Terra. La causa n'és l'increment de diòxid de carboni l'atmosfera terrestre per la crema de combustibles fòssils com ara carbó, petroli i gas natural. És un destret degut a l'activitat de l'home que va començar amb la revolució industrial al segle xviii i que s'ha accelerat per l'expansió de la indústria d'ençà de la Segona Guerra Mundial.
Entre 1751 i 1994 el pH de la capa superficial dels oceans s'estima que ha disminuït aproximadament de 8,179 a 8,104, un canvi de -0,075 en l'escala logarítmica de pH que correspon a un augment del 18,9% en la concentració (àcida) de H+. A la primera dècada del segle xxi, però, el canvi net en els nivells de pH en els oceans en comparació amb el nivell preindustrial és gairebé de -0,11, la qual cosa que representa un increment del voltant d'un 30% més de l'«acidesa» (concentració de ions) en els oceans del món.

## Possibles impactes
Els oceans mitiguen l'efecte d'hivernacle en absorbir una part del sobrant d'emissions de CO₂, i a curt termini retarden el canvi climàtic. El CO₂, emperò, és un àcid que dissol o afebleix les estructures calcàries de molts organismes oceànics. Aquests abasten la cadena alimentària i inclouen organismes com les coccolitoforals, coralls, foraminífers, equinoderms, crustacis i mol·luscs. En condicions anteriors a la crema profusa de carburants fòssils, la calcita i l'aragonita són estables en les aigües superficials, ja que l'ió carbonat es troba en concentracions de sobresaturació.
A més, quan aquests organismes moren, les estructures calcàries –que fixen carboni en una forma inerta– s'apleguen als fons i amb el temps –es tracta d'un temps geològic–, formen roques calcàries que fixen «per sempre» una part del carboni sobrant. No obstant això, com el pH de l'oceà cau, també ho fa la concentració d'aquest ió, i quan es converteix en carbonat d'insaturat, les estructures de carbonat de calci són vulnerables a la dissolució. Fins i tot si no hi ha canvi en la taxa de calcificació, per tant, la velocitat de dissolució dels augments de material calcari.
Aquest fenomen podria haver estat un dels factors que va desencadenar de l'extinció del Permià-Triàsic.